# Флоссмор (Іллінойс)
Флоссмор (англ. Flossmoor) — селище (англ. village) в США, в окрузі Кук штату Іллінойс. Населення — 9704 особи (2020).

## Географія
Флоссмор розташований за координатами 41°32′21″ пн. ш. 87°41′9″ зх. д. / 41.53917° пн. ш. 87.68583° зх. д. (41.539122, -87.685702).  За даними Бюро перепису населення США в 2010 році селище мало площу 9,47 км², уся площа — суходіл.

## Демографія
Згідно з переписом 2010 року, у селищі мешкали 9464 особи в 3447 домогосподарствах у складі 2670 родин. Густота населення становила 999 осіб/км².  Було 3677 помешкань (388/км²).
Расовий склад населення:
| - 47,8 % — чорних або афроамериканців - 46,4 % — білих - 2,5 % — азіатів - 0,1 % — корінних американців |

До двох чи більше рас належало 2,3 %. Частка іспаномовних становила 3,2 % від усіх жителів.
За віковим діапазоном населення розподілялося таким чином: 25,8 % — особи молодші 18 років, 58,5 % — особи у віці 18—64 років, 15,7 % — особи у віці 65 років та старші. Медіана віку мешканця становила 45,1 року. На 100 осіб жіночої статі у селищі припадало 89,8 чоловіків;  на 100 жінок у віці від 18 років та старших — 84,6 чоловіків також старших 18 років.
Середній дохід на одне домашнє господарство  становив 128 665 доларів США (медіана — 94 074), а середній дохід на одну сім'ю — 149 044 долари (медіана — 107 891). Медіана доходів становила 81 472 долари для чоловіків та 54 758 доларів для жінок. За межею бідності перебувало 2,4 % осіб, у тому числі 1,0 % дітей у віці до 18 років та 3,9 % осіб у віці 65 років та старших.
Цивільне працевлаштоване населення становило 4277 осіб. Основні галузі зайнятості: освіта, охорона здоров'я та соціальна допомога — 29,2 %, науковці, спеціалісти, менеджери — 15,7 %, фінанси, страхування та нерухомість — 10,7 %, роздрібна торгівля — 9,8 %.